# نوب‌حتپتی
| nbw · N33A | Htp | ti | i |

| nbw · N33A | Htp | ti | i |

نوب‌حتپتی (انگلیسی: Nubhetepti؛ ‏مصری باستان: nb-ḥtp.tỉ) ملکه حاکم مصر باستان در دوران حکمرانی دودمان سیزدهم مصر و اواخر پادشاهی میانه مصر بود.
شوهر وی نامشخص است. با این حال، فرعون حور دختری به نام نوب‌حتپتی-خرد داشت. این به صورت «نوب‌حتپتی-کودک» ترجمه می‌شود و نشان می‌دهد که در همان زمان نوب‌حتپتی (بزرگتر) دیگری در آنجا وجود داشته است. به همین دلیل استدلال شده است که نوب‌حتپتی همسر فرعون حور و شاید مادر شاهدخت نوب‌حتپتی-خرد بوده است.

## شواهد تاریخی
او همچنین از طریق یک تندیس کوچک که در سِمنه پیدا شده، شناخته شده است.

### مهره‌های اسکراب – نوع A: همسر شاه، مادر شاه
- بوستون ۲۴٫۲۰۷۹ | در کوما، تندیس زنی ایستاده/در حال گام برداشتن، به ارتفاع ۱۱۹ میلی‌متر، که متعلق به همسر شاه و مادر شاه، نوب‌حتپتی (درون کارتوش) است.[۲]

او عمدتاً از طریق مهره‌های اسکراب شناخته شده است که بر اساس سبک، به دودمان سیزدهم مصر نسبت داده می‌شوند. این مهره‌ها به همسر شاه و مادر شاه اشاره دارند.

### مهره‌های اسکراب – نوع B: همسر بزرگ سلطنتی، یکی‌شده با تاج سفید
- دروئو، ۱۰ نوامبر ۱۹۹۰، شماره ۱۵۲ | بر پایهٔ تندیسی که نام همسر بزرگ شاه و یکی‌شده با تاج سفید، نوب‌حتپتی بر آن آمده است.[۴]

مهره‌های اسکراب دیگری نیز وجود دارند که مربوط به ملکه‌ای به نام نوب‌حتپتی هستند و عنوان‌های همسر بزرگ سلطنتی و «او که با تاج سفید یکی شده است» را دارند. این مهره‌ها احتمالاً به ملکه‌ای دیگر با همین نام تعلق دارند.